# Elisa Elvira Zuloaga
Elisa Elvira Zuloaga (25 tháng 11 năm 1900–14 tháng 4 năm 1980) là họa sĩ và nhà chạm khắc người Venezuela. Với các tác phẩm giành được nhiều chiến thắng lớn, bà có bốn bức tranh phong cảnh nằm trong bộ sưu tập vĩnh viễn của Phòng trưng bày nghệ thuật quốc gia ở Caracas. Bà còn được nhớ đến là một nghệ sĩ đồ họa Nam Mỹ có tầm ảnh hưởng.

## Sự nghiệp
Quay trở về Caracas, vào năm 1941, Zuloaga trở thành một thành viên sáng lập và là đồng giám đốc Trung tâm người Mỹ gốc Venezuela của Caracas. Bà thành lập hội thảo riêng vào năm 1942 trong các khu vườn của Hacienda Valle Abajo, nơi Hội thảo Nghệ thuật Đồ họa (tiếng Tây Ban Nha: Taller de Artes Gráficas (TAGA)) hiện đang tổ chức các lớp học. Năm 1946, bà trở thành một trong những người phụ nữ đầu tiên được bổ nhiệm chức vụ trong chính phủ Venezuela khi bà được bổ nhiệm làm Giám đốc Văn hóa trong Bộ Giáo dục Quốc gia. Năm 1950, Zuloaga quay lại New York City để học về chạm khắc cùng với Johnny Friedlaender và Stanley William Hayter. Bà đặc biệt chịu ảnh hưởng bởi phương pháp in màu của Hayter khi thường sử dụng nhiều lớp sắc tố và kỹ thuật đánh bóng để đạt được kết quả theo mong muốn của bà.
Giai đoạn đầu của sự nghiệp, Zuloaga chủ yếu được biết đến với các bức tranh phong cảnh của mình, được thực hiện theo phong cách ấn tượng, với sự cân bằng chính thức về mặt thể chế. Sau đó, sau khi học với Lhote, bà không thực hiện các bức vẽ nữa. Bắt đầu kể từ những năm 1950, bà sản xuất các bản khắc màu chất lượng cao và vào những năm 1960, công việc của Zuloaga đã mang lại chất trừu tượng. Zuloaga đã nhận thấy việc vẽ và chạm khắc là các ngành độc lập, đòi hỏi các kỹ năng riêng biệt để đạt được kết quả mong muốn. Bà là một trong những nghệ sĩ đầu tiên ở Venezuela theo đuổi nghệ thuật chạm khắc như một môn nghệ thuật và triển lãm năm 1963 của bà tại Museo de Bellas Artes và Trường Kiến trúc Venezuela đã giới thiệu các kỹ thuật chạm khắc của bà đến với công chúng. Bà vẽ lại các bức tranh phong cảnh vào những năm 1970 dưới góc nhìn thơ mộng hoặc tưởng tượng hơn, tập trung vào việc vẽ lại những gì ghi nhớ ở thực tế quan sát được, chứ không tuân thủ nghiêm ngặt việc sao chép chính xác những gì đã được nhìn thấy. Pilar Muñoz López, một giáo sư và nhà phê bình nghệ thuật tại Đại học tự trị Madrid, đã gọi Zuloaga là "một trong những nghệ sĩ đồ họa có tầm quan trọng nhất ở Nam Mỹ".

## Qua đời và gia sản
Zuloaga qua đời tại Caracas vào ngày 14 tháng 4 năm 1980. Bốn bức tranh phong cảnh của bà năm trong bộ sưu tầm của Phòng trưng bày nghệ thuật quốc gia Caracas. Bà còn được giới thiệu trên một con tem kỷ niệm mang nét giống bà, do chính phủ Venezuela ban hành năm 1991

## Giải thưởng và công nhận
- 1946 Arístides Rojas Prize, 7th Official Salon of Caracas[6]
- 1953 Painting Award, 13th Official Salon of Caracas[6]
- 1954 Antonio Edmundo Monsanto Prize, 12th Arturo Michelena Art Biennial, in Carabobo, Venezuela[6]
- 1956 Antonio Herrera Toro Prize, 17th Official Salon of Caracas[6]
- 1959 First Prize, 1st National Exhibition of Drawing and Engraving of the Central University of Venezuela[6]
- 1962 Armando Reverón Prize, 23rd Official Salon of Caracas[6]
- 1968 National Prize of Engraving, 29th Official Salon of Caracas[6]